# Stora Ensos huvudkontor
Stora Ensos huvudkontor är en kontorsbyggnad på Kanalkajen 1 på Skatudden i Helsingfors, byggt för Enso-Gutzeit. Den ritades av Alvar Aalto, och blev klar 1962. Byggnaden kallas i folkmun för sockerbiten.Den minnesmärktes 2010.
På samma plats låg tidigare Norrménska huset, byggt 1897. Det revs 1960, för att ge plats åt den nya byggnaden.
Stora Enso tecknade år 2008 avtal med det tyska företaget Deka Immobilien GmbH om försäljning av byggnaden för cirka 30 miljoner euro. De stannar kvar i huset som hyresgäster under en tid, för att senare flytta huvudkontoret till en annan fastighet i Helsingfors. Den 1 november 2019 offentliggjorde Stora Enso sin plan att flytta huvudkontoret till en ny kontorsbyggnad i trä, som är projekterad att byggas på Skatuddskajen 4, ett stenkast från det nuvarande huvudkontoret, och bli klar 2023.

## Bildgalleri

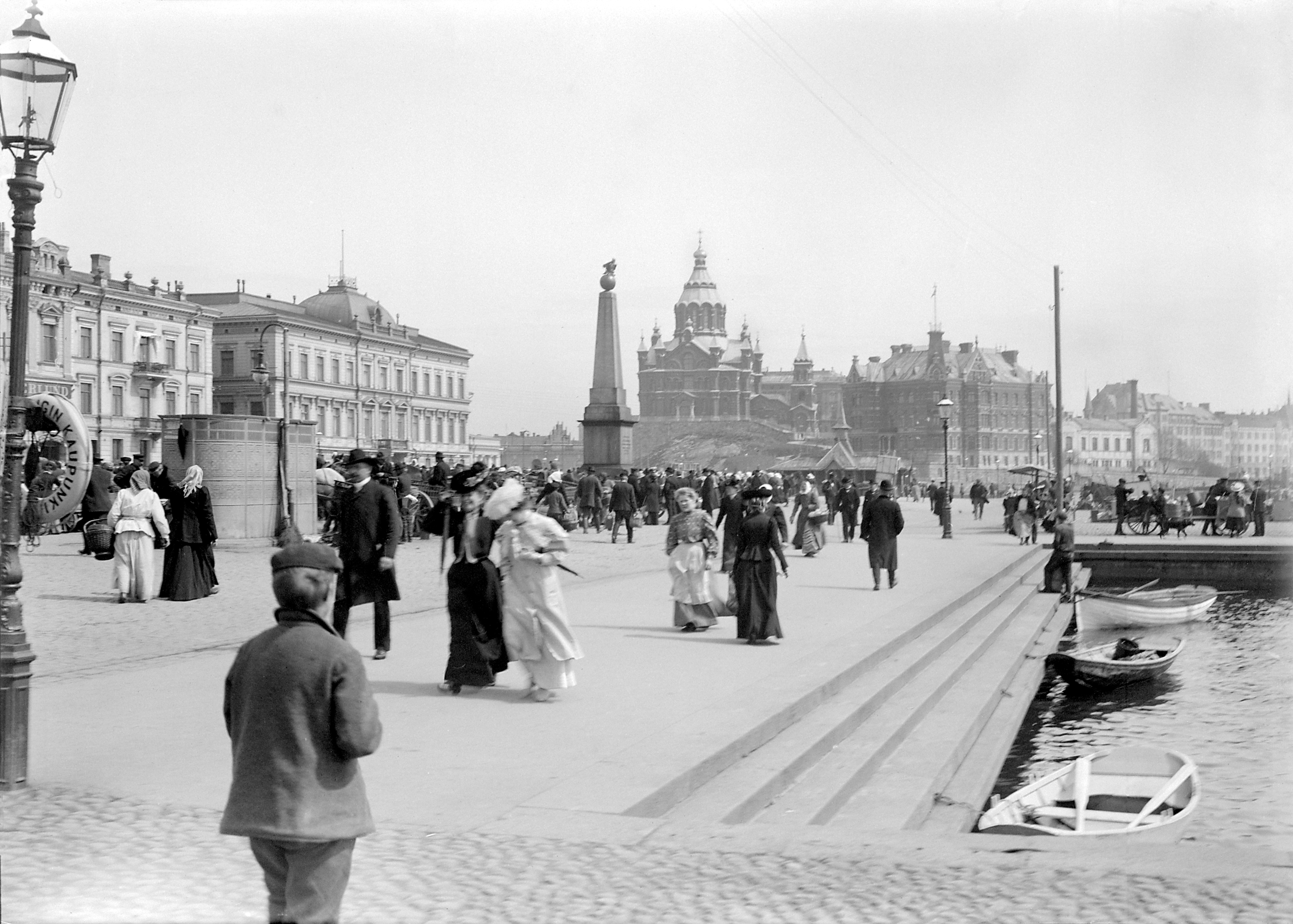
Norrménska huset (1897-1960), till höger om Uspenskijkatedralen